# Miss Ella Fitzgerald & Mr Gordon Jenkins Invite You to Listen and Relax
Miss Ella Fitzgerald & Mr Gordon Jenkins Invite You to Listen and Relax (укр. Міс Елла Фіцджеральд і містер Гордон Дженкінс запрошують вас послухати і розслабитися) — студійний альбом американської джазової співачки Елли Фіцджеральд, вийшов на лейблі Decca Records у 1955 році. Є компіляцією пісень, записаних у тандемі з музичним директором студії Decca Гордоном Дженкінсом протягом 1949–1954 років.

## Список композицій
| Сторона 1 | Сторона 1                            | Сторона 1            | Сторона 1      | Сторона 1  |
| #         | Назва                                | Автор слів           | Автор музики   | Тривалість |
| --------- | ------------------------------------ | -------------------- | -------------- | ---------- |
| 1.        | «I Wished on the Moon»               | Дороті Паркер        | Ральф Раінгер  | 3:08       |
| 2.        | «Baby»                               | Роберт Колбі         | Флойд Хадлстон | 2:44       |
| 3.        | «I Hadn’t Anyone Till You»           | Рэй Ноубл            | Рэй Ноубл      | 3:02       |
| 4.        | «A Man Wrote a Song»                 | Дейв Франклін        | Дейв Франклін  | 3:11       |
| 5.        | «Who's Afraid (Not I, Not I, Not I)» | Джек Лоуренс         | Доріс Таубер   | 2:45       |
| 6.        | «Happy Talk»                         | Оскар Хаммерстайн II | Річард Роджерс | 2:25       |
| 17:15     |                                      |                      |                |            |

| Сторона 2 | Сторона 2                                    | Сторона 2            | Сторона 2        | Сторона 2  |
| #         | Назва                                        | Автор слів           | Автор музики     | Тривалість |
| --------- | -------------------------------------------- | -------------------- | ---------------- | ---------- |
| 7.        | «Black Coffee»                               | Пол Вебстер          | Сонні Берк       | 3:03       |
| 8.        | «Lover’s Gold»                               | Боб Меррілл          | Морті Невінс     | 3:04       |
| 9.        | «I’m Gonna Wash That Man Right Outa My Hair» | Оскар Хаммерстайн II | Річард Роджерс   | 2:53       |
| 10.       | «Dream a Little Longer»                      | Дональд Кан          | Дональд Кан      | 2:59       |
| 11.       | «I Need»                                     | Сол Маркус           | Ральф Кейр       | 2:40       |
| 12.       | «Foolish Tears»                              | Дженні Лу Карсон     | Дженні Лу Карсон | 2:57       |
| 18:24     |                                              |                      |                  |            |

## Учасники запису
- Елла Фіцджеральд — вокал;
- Елліс Ларкінс — фортепіано.